# 中日韩自由贸易区
中日韩自由贸易区（韩语：／；日语：／）是在中日韩领导人会议在2002年上提出来的构想，成员包括中华人民共和国、日本国、大韩民国。目的是为逐步消除三国之间的关税壁垒，加强贸易、投资、金融、货币交流。

## 历史
2002年，中国总理朱镕基、日本首相小泉纯一郎、韩国总统金大中在中日韩领导人会议上提出了建立包括中华人民共和国、日本国、大韩民国的三国合作的自由贸易区的构想，并开始在三国之间的民间学者之间展开研究和交流，三国承诺七年之内完成机制的构建和规划。
2010年11月25日，在中国山东省青岛市东亚经济交流机构第四届大会上，三国之间的十个会员城市签订了《“环黄海行动”备忘录》，在中国的天津市、青岛市、大连市、烟台市，日本的北九州市、下关市、福冈市，韩国的釜山市、仁川市和蔚山市这10个城市开始中日韩自由贸易区展开先行先试。
2011年，中日韩领导人会议上，中国总理温家宝、日本首相野田佳彥、韩国总统李明博三国领导人宣布在2011年年底完成“中日韩自由贸易区”的构建和规划设想，并且将在2012年启动谈判。
2012年5月13日，三国在北京签署《中华人民共和国政府、日本国政府及大韩民国政府关于促进、便利和保护投资的协定》，这是三国签署的首个投资协议。此外三国领导人一致同意年内启动中日韩自由贸易区谈判，中華人民共和國倡议在中國大陸山东建设中日韩自由贸易区示范区，并积极考虑建立三国产业合作基地。2012年11月20日，三國經貿部長進行會晤舉行，並宣布正式啟動自貿區談判。
2013年3月，在韓國首爾舉行第一輪談判；同年7月，在上海舉行第二輪談判會議。但之後，發生了釣魚台國有化事件、安倍晉三參拜靖國神社、韓國部署薩德事件，三國關係惡化，加上美國與歐洲掀起反全球化的影響，談判進度躊躇不前。
2019年3月，中国国务院总理李克强在中外记者会上再次提出希望推动建设中日韩自由贸易区。
2019年4月，中日韩自由贸易区第15轮谈判上，三方一致同意打造“RCEP+”自贸协定，体现在货物贸易领域、服务贸易和投资、规划领域等方面进行进一步磋商。即使RCEP簽訂後等於中日韩自由贸易区談判已經進入後期，三方曾表示不会把RCEP达成的协议直接放在中日韩自贸协定中，而会共同分别推进两个协议进程。
2019年7月，围绕日本半导体材料对韩国出口的议题，两国间爆发贸易争端，中日韩自由贸易区的前景再次蒙上阴影。2019年11月，中日韩自由贸易区在举行第16轮谈判后陷入暂停。
2025年3月，中日韓三國的工業、貿易和商業官員舉行會議，討論在面對美國總統唐納·川普關稅威脅的情況下加強貿易合作。韓國表示三國都加入了《區域全面經濟伙伴關係協定》（RCEP），有必要加強其落實執行，並透過韓中日自由貿易協定（FTA）談判，為擴大三國間的貿易合作創建框架。

## 区域全面经济伙伴关系协定
区域全面经济伙伴关系协定是由东南亚国家联盟十国发起，由中華人民共和國、日本、韩国、澳大利亚、新西兰等与東盟有自由貿易協定的五国共同参加，共计15个缔约方所构成的高级自由貿易协定。RCEP旨在通过削减关税及非关税壁垒，建立统一市场的自由贸易协定。经批准生效后，“各成员之间关税减让以立即降至零关税、10年内降至零关税的承诺为主”。
中日韩三国GDP、贸易额占RCEP的80%以上。RCEP签署前，中日韩分别与东盟签署了“10+1”自贸协定，经过10余年的发展，其“零关税”商品比例均已达到90%以上；但中国自日本进口的“零关税”商品比例仅8%，日本自韩国进口的“零关税”商品比例仅为19%。三国间进出口额分别仅占其进出口总额的12.9%、23.9%、24.6%。RCEP签署后，中国对日本、韩国承诺的最终关税税目比例均为86%，日韩对中国承诺值比例则分别为88%及86%。RCEP生效虽然使中日和日韩首次形成相互开放市场、降低关税的制度安排，但仍需要20年以上的时间实现90%左右的“零关税”商品比例目标。

## 社会反映

### 中华人民共和国
原国务院副总理曾培炎曾力推加速中日韩自由贸易区的建设。
国家发改委对外经济研究所国际经济合作室主任张建平说：“伴随区内关税和贸易限制措施的降低和取消，三国之间的商品流通更为顺畅和便利，同时由于中韩日分别位于产业链的低端、中端和高端，经济具有互补性，因此，建立自贸区后，三国相关经济指标将有明显提升，贸易关系将更为密切。”
商务部国际贸易经济合作研究院国际市场研究部副主任白明说：“一方面会为中国出口企业创收，出口厂商的成本会降低，市场利益会增加，企业动力增加。另一方面能刺激消费增长，消费者可以在自贸区内买到价格更低的商品，消费热情更大。”
中国现代国际关系研究院研究员刘军红表示：“日本具备政策、法律、制度，乃至技术、资金优势，想发挥主导作用，最终目的是为建立‘东亚共同体’做准备；同时，由于中国市场不完善，民族企业、工业、农业、高科技领域均落后于日本，而中国人口众多，签订中日韩自由贸易区协议，明显中国产业升级不利，甚至还有可能阻止和断送相关民族产业。”
经济学家王蔚指出：“日本认为自己经济实力雄厚，市场经济发达，科技和管理水平高，理应在三国自由贸易区中起到主导地位。”
清华大学当代国际关系研究院教授刘江永：“即便自贸区真的启动，也有一个逐步过渡的过程，很难一步到位。可能需要历经10年到20年，才能形成涵盖低关税、服务业、人员自由流动、知识产权等内容的高级自贸区。”
复旦大学经济学院副院长孙立坚说：“三国推进自由贸易协定之路还是比较艰难的。一旦中国向日本和南韩企业开放零关税，中国的企业是会通过竞争做大做强，还是被过大的竞争压力所挤兑淘汰，目前还应持谨慎态度。由于中国是一个非常庞大的市场，因此在推进自由贸易协定的过程中，相比日本南韩的积极主动，中国方面的态度比较保守，更希望采取逐步放开的方式，这样对中国企业的冲击也会相对弱一些。”

### 日本
日本《读卖新闻》称：“日本如果能在与中国和东盟的自由贸易达成协议，對於日本经济的好处要远远大于TPP。”，“如果与中国在内的东盟+6框架内实现自由贸易，日本GDP将因此增加1.1%，而如果是TPP框架内的自由贸易，日本人的获益只有GDP的0.54%。”

### 大韓民國
2015年6月1日，中韩两国在韩国首尔签署《中韩自贸协定》。同年12月20日，协定正式生效，中韩自由贸易区形成。

## 影響

### 中華民國（臺灣）
一些观点认为对于台湾而言，由於韓國與臺湾在許多產業具競爭關係，而日本及中國大陸分別是臺湾最大進口國與最大出口地區，中日韓的自由貿易區一旦建立，對於臺湾在區域整合及國際產業經貿競爭上會有相當衝擊，對中國大陸部分，臺湾以加強加快ECFA後續談判及合作優惠範圍項目做因應，對日則以促進相關投資協定來提升雙邊關係。